# Todd Klein
Todd Klein (né le 28 janvier 1951 dans le New Jersey) est un lettreur de bande dessinée et concepteur de logos américain. Lauréat à dix-sept reprises du prix Eisner du meilleur lettrage, dont douze consécutives entre 1997 et 2008, il détient le record du nombre de récompenses dans une même catégories. Il a également reçu neuf fois le prix Harvey dans cette catégorie.

## Prix et récompenses
- 1992-1993 : Prix Harvey du meilleur lettreur pour Sandman
- 1993-1995 : Prix Eisner du meilleur lettreur
- 1995 : Prix Harvey du meilleur lettreur pour Sandman
- 1997-2008 : Prix Eisner du meilleur lettrage
- 1998-1999 : Prix Harvey du meilleur lettreur pour l'ensemble de ses travaux
- 2001 : Prix Harvey du meilleur lettreur pour Château l'attente
- 2003 : Prix Harvey du meilleur lettreur pour Promethea
- 2005 : Prix Harvey du meilleur lettreur pour Wonder Woman
- 2011 : Prix Eisner du meilleur lettrage
- 2013 : Prix Harvey du meilleur lettreur pour Fables
- 2017 : Prix Eisner du meilleur lettrage
- 2019 : Prix Eisner du meilleur lettrage